# John Thomson (Fotograf)

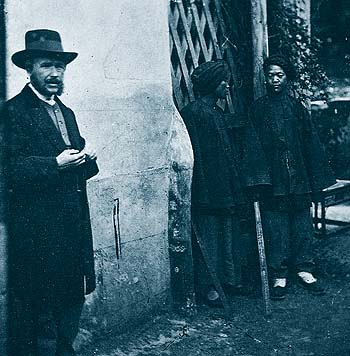
John Thomson mit chinesischen Soldaten. Selbstaufnahme, 1871

Joseph John Thomson (* 14. Juni 1837 in Edinburgh; † 30. September 1921 in London) war ein schottischer Pionier der Fotografie. 

## Leben
Der Sohn des Tabakarbeiters William Thomson absolvierte bis 1858 eine Optikerlehre. Er hatte die Grundlagen der Fotografie kennengelernt und Abendkurse an der Watt Institution and School of Arts besucht. 1861 wurde er Mitglied der Royal Scottish Society of Arts. 1862 zog er zu seinem Bruder William nach Singapur, wo er ein Studio aufbaute, in dem er Europäische Kaufleute fotografierte.
1865 machte er seine erste große Fotoreise nach Bangkok, wo er König Mongkut porträtierte und nach Kambodscha, wo er als Erster die Ruinen von Angkor fotografierte. Im folgenden Jahr veröffentlichte er die Bilder in England, hielt Vorträge und wurde Mitglied der Royal Geographical Society.
1867 verlegte er sein Studio nach Hongkong und reiste die nächsten fünf Jahre durch China: Von Kanton über die südlichen Vertragshäfen nach Peking, und weiter über Formosa und der Ostküste 2000 Kilometer auf dem Jangtse in das Landesinnere. Er fotografierte Landschaften, Interieurs, arbeitende Menschen und Mandarine.
1869 war er beauftragt, den königlichen Besuch des Herzogs von Edinburgh zu fotografieren. Seine Fotos wurden veröffentlicht in Reverend William R. Beachs Buch Visit of His Royal Highness the Duke of Edinburgh to Hongkong in 1869. 1872 kehrte er nach England zurück und publizierte mehrere Bildbände. 
1877 erschien in mehreren Lieferungen seine sozialdokumentarische Bildfolge des Londoner Straßenlebens, das vor allem die einfache, in Armut lebende Bevölkerung porträtierte. Die Studie umfasste insgesamt 36 Fotografien, die von einem längeren kommentierenden Text begleitet wurden, den er gemeinsam mit dem sozialistischen Journalisten Adolphe Smith (eigtl. Adolphe Smith Headingley) verfasst hatte.
Im Herbst 1878 bereiste er die neu erworbene Kolonie Britisch-Zypern, was zu seinem letzten zweibändigen Werk mit 59 Woodburytypien führte. 
Er arbeitete hauptsächlich mit Kollodium-Nassplatten. Nach seinem Tod wurde ein Gipfel des Kilimandscharo, Point Thomson (4995 m), nach ihm benannt.

## Werke

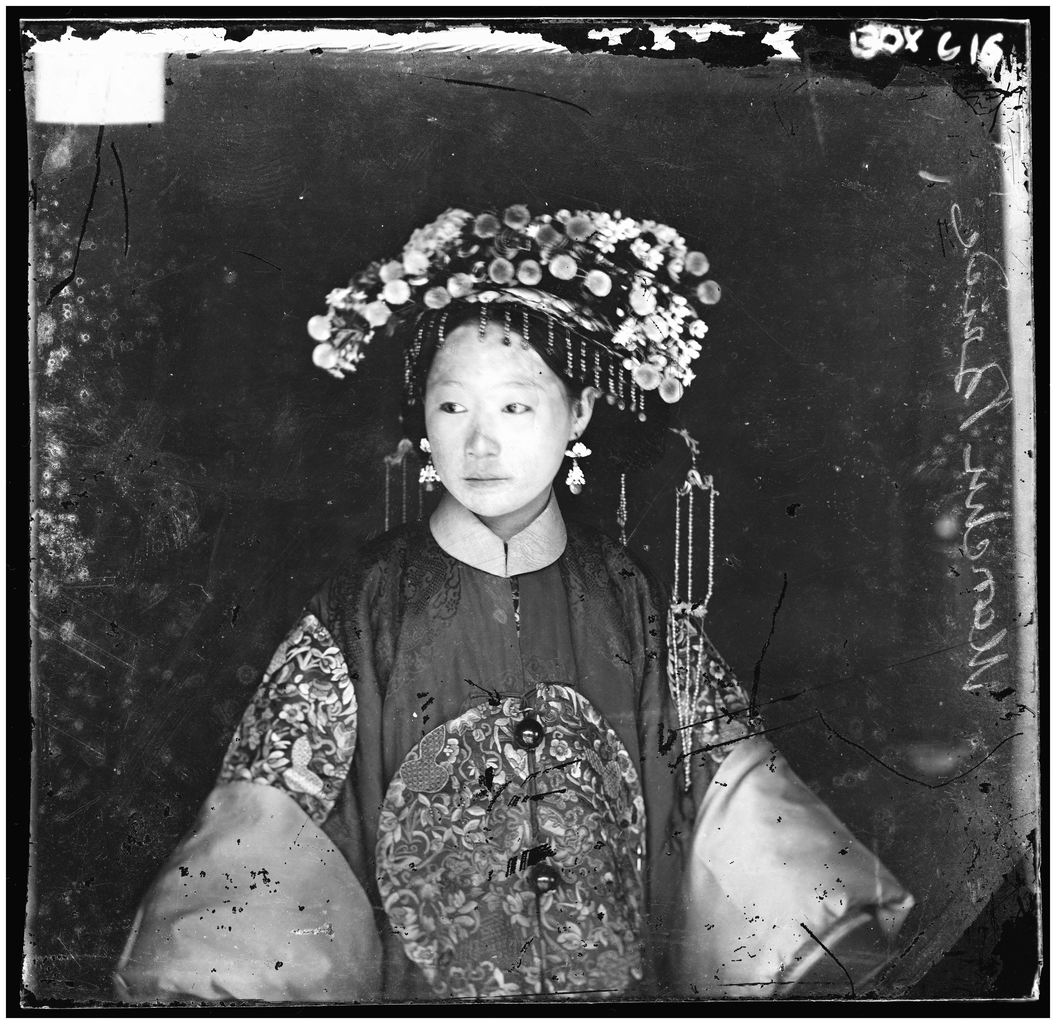
John Thomson: Manchu Braut, 1871

- The Antiquities of Cambodia: A Series of Photographs Taken on the Spot; 1867
- Foochow and the River Min; 1873
- Illustrations of China and Its People; 1873/74
- The Straits of Malacca, Indo-China and China: Or, Ten Years' Travel, Adventures, and Residence Abroad; 1875
- John Thomson, Adolphe Smith: Street Life in London, Sampson Low, Marston, Searle & Rivington, London 1877; ab Februar in zwölf monatlich Teillieferungen erschienen. Erste vollst. deutsche Ausgabe nach der Vorlage eines Originals aus der Sammlung Lebeck: Street-life in London, Die Bibliophilen Taschenbücher, Harenberg, Dortmund 1981, ISBN 3-88379-217-9.(Online bei Google Books eine vollst. Neuausgabe, die unter dem Titel Victorian London Street Life in Historic Photographs 1994 bei Dover in London erschien, ISBN 978-0486281216.)
- Through Cyprus with the Camera in the Autumn of 1878; 1879
- Through China with a Camera, 1898